# Мърси
Вижте пояснителната страница за други значения на Мърси.
Мърси (на английски: Mersey) е река в Англия с дължина 113 km и водосборен басейн около 4500 km2. Влива се в Ирландско море чрез голям естуар. Течението ѝ е регулирано. Плавателна, съединена с канали с Трент и Севърн. Чрез канал свързва Манчестър с морето. Под естуара е прокопан железопътен и автомобилен тунел, свързващ Ливърпул с Бъркънхед.